# جو ديفنس
جو ديفنس (بالإنجليزية: Joe Devance)‏ مواليد 19 فبراير 1982 في هونولولو، هو لاعب كرة سلة أمريكي. بدأ مسيرته الاحترافية في سنة 2007. يلعب مع فريق بارانجي جينبرا سان ميغيل في الرابطة الفلبينية لكرة السلة. يحمل الرقم 38.

## المسيرة الاحترافية
لعب مع ألاسكا أيسز من سنة 2008 إلى 2011، ثم لعب مع ستار هوتشوتز من سنة 2011 إلى 2015، ثم لعب مع بارانجي جينبرا سان ميغيل في سنة 2015.